# Mylène Lazare
Mylène Lazare (n. 20 noiembrie 1987, Lagny-sur-Marne⁠(d), Île-de-France, Franța) este o înotătoare franceză, medaliată olimpică. A participat la o ediție a Jocurilor Olimpice (2012) în care a câștigat o medalie de bronz.

## Participări
Lista de mai jos prezintă principalele competiții la care a participat Mylène Lazare de-a lungul carierei.
- swimming at the 2012 Summer Olympics – women's 4 × 200 metre freestyle relay[*]